# Cattura neutronica
La cattura neutronica è un tipo di reazione nucleare nella quale un nucleo atomico cattura uno o più neutroni, fondendosi con lui per formare un nucleo più pesante. Poiché i neutroni non hanno carica elettrica possono entrare in un nucleo più facilmente dei protoni carichi positivamente, che sono respinti elettrostaticamente.
La cattura neutronica gioca un ruolo importante nella nucleosintesi stellare degli elementi pesanti. Nelle stelle essa può procedere in due modi: come un processo rapido, o come un processo lento. I nuclei con masse maggiori di 56 non possono essere formati mediante reazioni termonucleari (cioè mediante fusione nucleare), ma mediante cattura neutronica.

## Cattura singola

Schema di decadimento del ^{198}Au

In presenza di un basso flusso neutronico, come in un reattore nucleare, ogni nucleo cattura al massimo un neutrone. Per esempio, quando l'oro naturale (197Au) è irradiato da neutroni, si forma l'isotopo 198Au in uno stato altamente eccitato che poi decade rapidamente allo stato fondamentale di 198Au mediante l'emissione di raggi γ. In questo processo, il numero di massa aumenta di uno. In termini di formula, questo è scritto come 197Au+n → 198Au+γ, o in forma breve 197Au(n,γ)198Au. Se si usano i neutroni termici, il processo è chiamato cattura termica.
L'isotopo 198Au è un emettitore beta che decade nell'isotopo del mercurio 198Hg. In questo processo, il numero atomico sale di uno.

## Cattura multipla
Quando il flusso neutronico è molto alto, è possibile che un nucleo riesca a catturare più di un neutrone prima di decadere (e poi nel caso andare incontro ad una nuova cattura): questo processo di cattura multipla è stato chiamato processo r (rapido). Si parla comunque di flussi così alti che la cattura multipla avviene solo nelle esplosioni stellari (novae, supernovae). Il numero di massa perciò sale di una quantità elevata mentre il numero atomico (cioè, l'elemento) resta lo stesso. Solo dopo, i nuclei altamente instabili decadono attraverso molti decadimenti β- in nuclei stabili o instabili di numero atomico elevato.

## Sezione di cattura
La sezione d'urto (o sezione trasversale) neutronica dell'isotopo di un elemento chimico è l'area effettiva della sezione d'urto che l'atomo di un isotopo presenta all'assorbimento, ed è una misura della probabilità della cattura neutronica. È solitamente misurata in barn (b).
La sezione d'urto dell'assorbimento è spesso fortemente dipendente dall'energia dei neutroni. Due delle due misure più comunemente specificate sono la sezione trasversale per l'assorbimento dei neutroni termici, e l'integrale della risonanza che considera il contributo dei picchi di assorbimento di certe energie dei neutroni specifiche di un particolare nuclide, solitamente al di sopra dell'intervallo termico, ma incontrata come moderazione nucleare rallenta il neutrone rispetto a un'energia originale elevata.
L'energia termica del nucleo ha anche un effetto; quando le temperature salgono, l'allargamento Doppler aumenta la possibilità di catturare un picco di risonanza. In particolare, l'aumento della capacità dell'uranio 238 di assorbire i neutroni a temperature più alte (e di farlo senza innescare una fissione) è un meccanismo di retroazione (feedback) negativa che aiuta a tenere i reattori nucleari sotto controllo.

## Usi in analisi chimica
L'analisi per attivazione neutronica può essere usata per scoprire a distanza la composizione chimica dei materiali. Questo è perché elementi diversi liberano una radiazione caratteristica diversa quando assorbono i neutroni. Ciò la rende utile in molti campi legati all'esplorazione e alla sicurezza mineraria.

## Assorbitori neutronici
Gli assorbitori neutronici che svolgono meglio la loro funzione sono gli isotopi radioattivi degli elementi che aumentano la loro stabilità assorbendo un neutrone. Un esempio di questi è lo xeno-135 (emivita circa 9,1 ore), che assorbe un neutrone per dare luogo all'isotopo stabile xeno-136. Lo xeno-135 si forma attraverso una reazione nucleare a catena nei reattori nucleari a partire dalla scissione dell'uranio-235, dell'uranio-233 o del plutonio-239, che producono una certa quantità di iodio-135. Lo iodio-135 subisce quasi istantaneamente il decadimento radioattivo, emettendo una particella β (avente un'emivita piuttosto breve), producendo a sua volta lo xeno-135. L'accumulo di xeno-135 nei reattori nucleari può portare all'avvelenamento da xeno, con un conseguente peggioramento della funzionalità dei reattori.

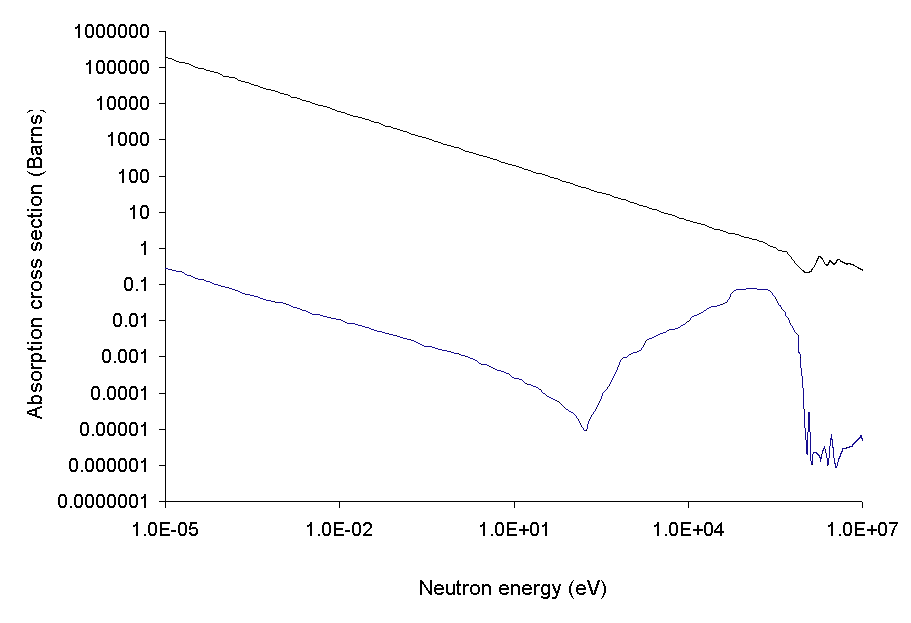
Sezione trasversale dei neutroni del boro (la curva superiore è per il ^{10}B e la curva inferiore per il ^{11}B)

Il più importante assorbitore neutronico è il 10boro come 10B4C nelle barre di controllo, o acido borico come additivo per l'acqua di raffreddamento nei reattori nucleari ad acqua pressurizzata. Altri importanti assorbitori neutronici che sono usati nei reattori nucleari sono cadmio, afnio, gadolinio, cobalto, samario, titanio, disprosio, erbio, europio, molibdeno e itterbio; tutti i quali consistono solitamente di miscele di vari isotopi — alcuni dei quali sono eccellenti assorbitori di neutroni. Tali isotopi si presentano anche in combinazioni quali Mo2B5, diboruro di afnio, diboruro di titanio, titanato di disprosio e titanato di gadolinio.
L'afnio, uno degli ultimi elementi stabili a essere scoperti, presenta un caso interessante. Anche se l'afnio è un elemento più pesante, la sua configurazione elettronica lo rende praticamente identico all'elemento zirconio, e si trovano sempre negli stessi giacimenti. Tuttavia, le loro proprietà nucleari sono diverse in modo profondo. L'afnio assorbe avidamente i neutroni (l'Hf assorbe 600 volte di più dello Zr), e può essere usato nelle barre di controllo, mentre lo zirconio naturale è praticamente trasparente ai neutroni. Perciò, lo zirconio è un materiale di costruzione molto desiderabile per le parti interne dei reattori, compreso il rivestimento metallico delle due barre combustibili che contengono o uranio, plutonio, od ossidi misti dei due elementi (MOX fuel).
Di conseguenza, è piuttosto importante essere in grado di separare lo zirconio dall'afnio nella loro lega naturale. Questo è fatto senza spese soltanto utilizzando le moderne resine chimiche a scambio ionico. Resine simili si usano anche nelle barre combustibili nucleari del riprocessamento, quando è necessario separare l'uranio e il plutonio, e a volte il torio.